# Jeżowe (gmina)

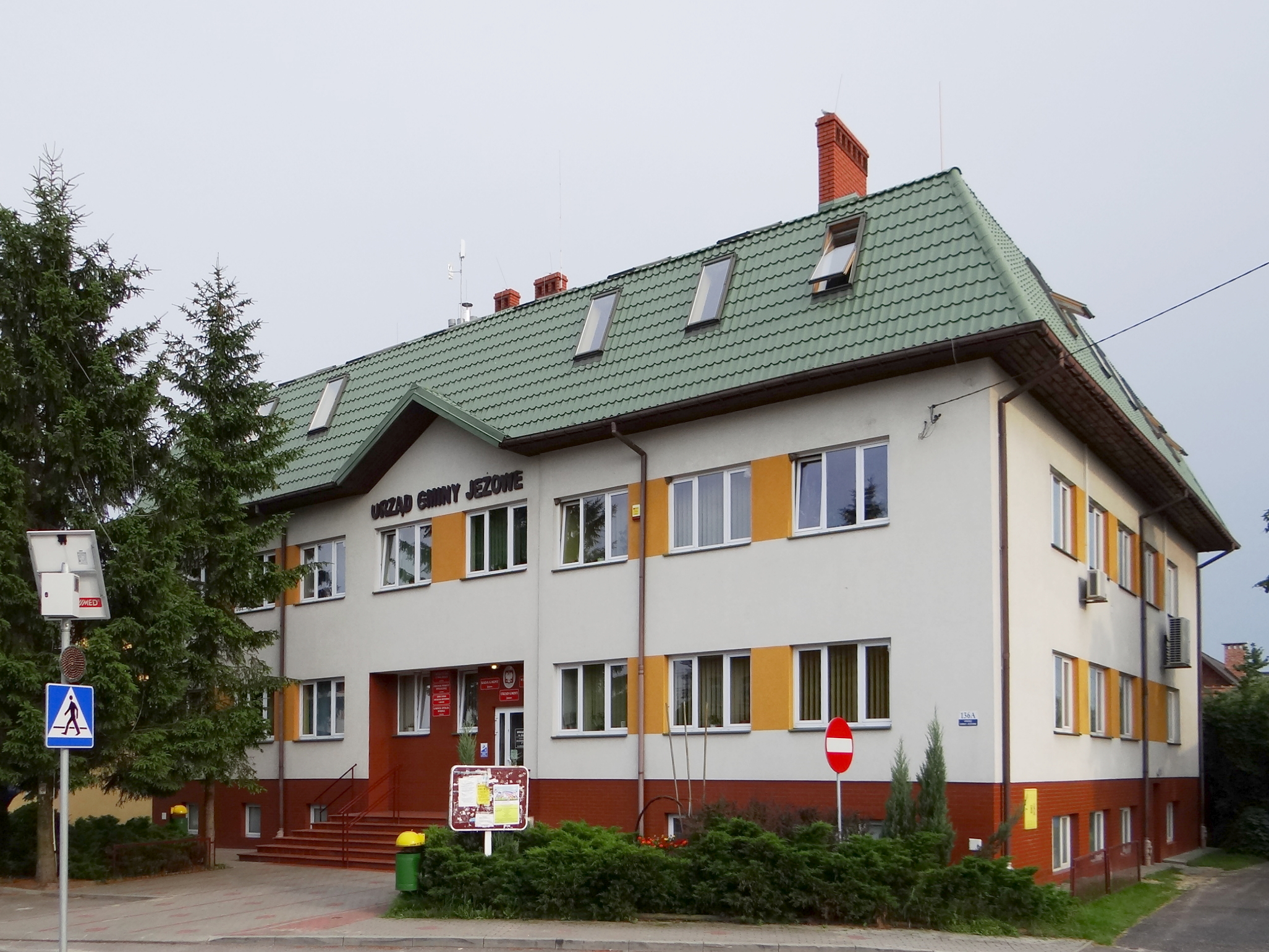
Photo prise à Jeżowe, Niża poviat

Jeżowe [jɛˈʐɔvɛ] est une commune rurale de la Voïvodie des Basses-Carpates et du powiat de Nisko. Elle s'étend sur 123,9 km2 et comptait 10 163 habitants en 2012. Elle se situe à environ 18 kilomètres au sud de Nisko et à 40 kilomètres au nord de Rzeszów, la capitale régionale.

## Villages
La gmina contient les villages de Cholewiana Góra, Groble, Jata, Jeżowe, Krzywdy, Nowy Nart, Pogorzałka, Sibigi, Sójkowa, Stary Nart et Zalesie.